# Arrondissement de Bernay
L'arrondissement de Bernay est une division administrative française, située dans le département de l'Eure et la région Normandie. Il correspond à la partie ouest du département.

## Composition
Liste des cantons actuels de l'arrondissement de Bernay :
- canton de Bernay ;
- canton de Beuzeville ;
- canton de Bourg-Achard ;
- canton de Grand Bourgtheroulde ;
- canton de Brionne ;
- canton de Pont-Audemer.

Liste des cantons historiques de l'arrondissement de Bernay :
- canton d'Amfreville-la-Campagne ;
- canton de Beaumesnil ;
- canton de Beaumont-le-Roger ;
- canton de Bernay-Est ;
- canton de Bernay-Ouest ;
- canton de Broglie ;
- canton de Cormeilles ;
- canton de Montfort-sur-Risle ;
- canton de Quillebeuf-sur-Seine ;
- canton de Routot ;
- canton de Saint-Georges-du-Vièvre ;

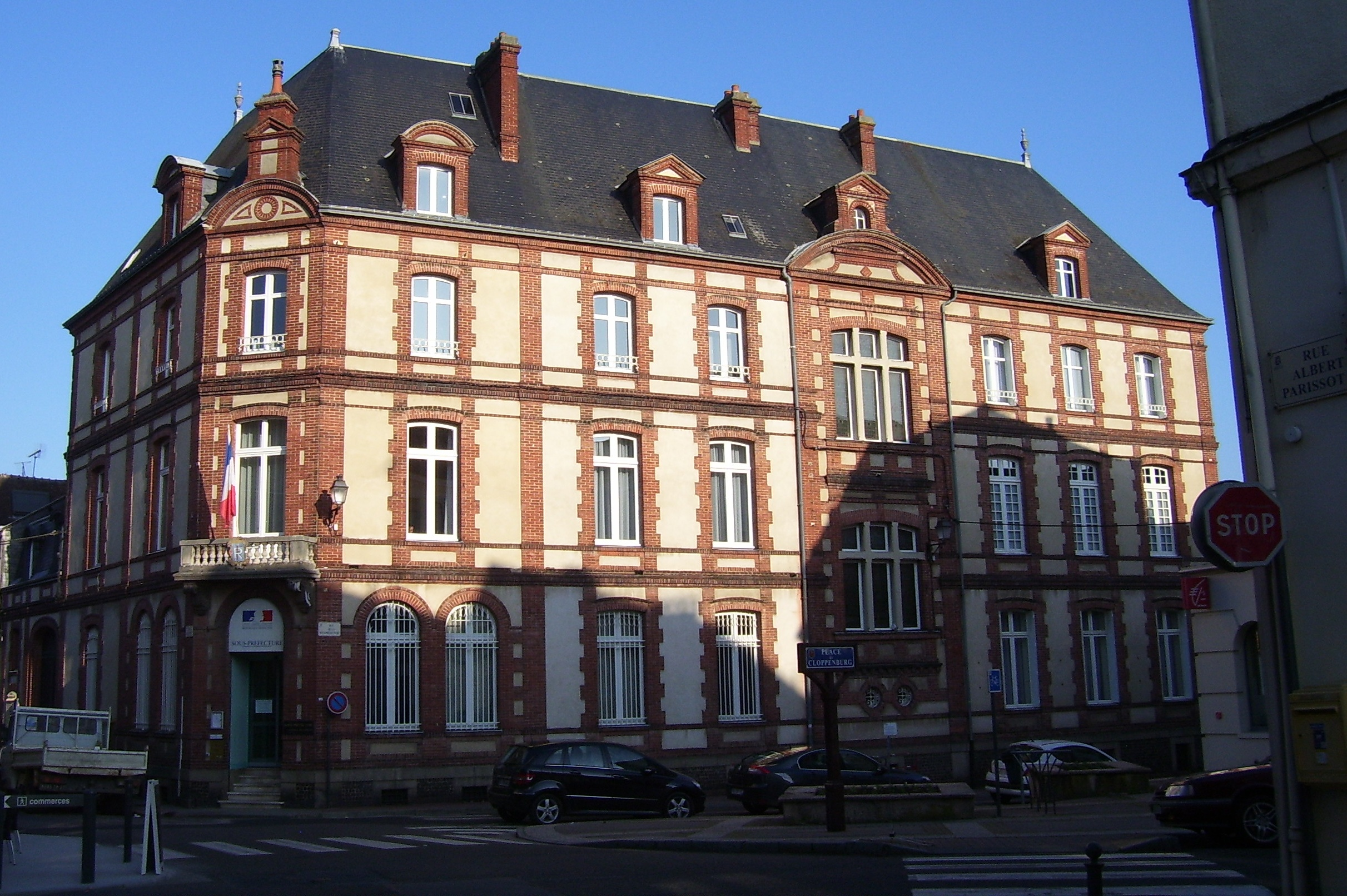
Hôtel de la sous-préfecture.

- canton de Thiberville.

### Découpage communal depuis 2015
Depuis 2015, le nombre de communes des arrondissements varie chaque année soit du fait du redécoupage cantonal de 2014 qui a conduit à l'ajustement de périmètres de certains arrondissements, soit à la suite de la création de communes nouvelles. Le nombre de communes de l'arrondissement de Bernay est ainsi de 263 en 2015, 239 en 2016, 309 en 2017 et 297 en 2019.
Au 1er janvier 2024, l'arrondissement groupe les 297 communes suivantes :
1. Aclou
2. Aizier
3. Ambenay
4. Amfreville-Saint-Amand
5. Appeville-Annebault
6. Armentières-sur-Avre
7. Asnières
8. Authou
9. Bacquepuis
10. Bailleul-la-Vallée
11. Bâlines
12. Barc
13. Les Barils
14. Barneville-sur-Seine
15. Barquet
16. Barville
17. Les Baux-de-Breteuil
18. Bazoques
19. Beaumontel
20. Beaumont-le-Roger
21. Le Bec-Hellouin
22. Le Bec-Thomas
23. Bémécourt
24. Bérengeville-la-Campagne
25. Bernay
26. Bernienville
27. Berthouville
28. Berville-la-Campagne
29. Berville-sur-Mer
30. Beuzeville
31. Bois-Anzeray
32. Bois-Arnault
33. Le Bois-Hellain
34. Boisney
35. Bois-Normand-près-Lyre
36. Boissey-le-Châtel
37. Boissy-Lamberville
38. Bonneville-Aptot
39. Le Bosc du Theil
40. Bosgouet
41. Bosrobert
42. Bosroumois
43. Les Bottereaux
44. Boulleville
45. Bouquelon
46. Bouquetot
47. Bourg-Achard
48. Bournainville-Faverolles
49. Bourneville-Sainte-Croix
50. Bourth
51. Bray
52. Brestot
53. Breteuil
54. Brétigny
55. Breux-sur-Avre
56. Brionne
57. Broglie
58. Brosville
59. Calleville
60. Campigny
61. Canappeville
62. Caorches-Saint-Nicolas
63. Capelle-les-Grands
64. Caumont
65. Cauverville-en-Roumois
66. Cesseville
67. Chaise-Dieu-du-Theil
68. Chamblac
69. Chambois
70. Chambord
71. La Chapelle-Bayvel
72. La Chapelle-Gauthier
73. La Chapelle-Hareng
74. Chennebrun
75. Chéronvilliers
76. Colletot
77. Combon
78. Condé-sur-Risle
79. Conteville
80. Cormeilles
81. Corneville-la-Fouquetière
82. Corneville-sur-Risle
83. Courbépine
84. Courteilles
85. Crestot
86. Criquebeuf-la-Campagne
87. Crosville-la-Vieille
88. Daubeuf-la-Campagne
89. Drucourt
90. Duranville
91. Écaquelon
92. Écardenville-la-Campagne
93. Écauville
94. Ecquetot
95. Émanville
96. Épaignes
97. Épégard
98. Épreville-en-Lieuvin
99. Épreville-près-le-Neubourg
100. Étréville
101. Éturqueraye
102. Fatouville-Grestain
103. Le Favril
104. Ferrières-Saint-Hilaire
105. Feuguerolles
106. Fiquefleur-Équainville
107. Flancourt-Crescy-en-Roumois
108. Folleville
109. Fontaine-l'Abbé
110. Fontaine-la-Louvet
111. Fort-Moville
112. Foulbec
113. Fouqueville
114. Franqueville
115. Freneuse-sur-Risle
116. Fresne-Cauverville
117. Giverville
118. Glos-sur-Risle
119. La Goulafrière
120. Goupil-Othon
121. Gournay-le-Guérin
122. Grand Bourgtheroulde
123. Grand-Camp
124. Graveron-Sémerville
125. Grosley-sur-Risle
126. Harcourt
127. La Harengère
128. Hauville
129. La Haye-Aubrée
130. La Haye-de-Calleville
131. La Haye-de-Routot
132. La Haye-du-Theil
133. La Haye-Saint-Sylvestre
134. Hecmanville
135. Hectomare
136. Heudreville-en-Lieuvin
137. Hondouville
138. Honguemare-Guenouville
139. L'Hosmes
140. Houetteville
141. La Houssaye
142. Illeville-sur-Montfort
143. Iville
144. Juignettes
145. La Lande-Saint-Léger
146. Le Landin
147. Launay
148. Le Lesme
149. Lieurey
150. Livet-sur-Authou
151. Malleville-sur-le-Bec
152. Malouy
153. Mandeville
154. Mandres
155. Manneville-la-Raoult
156. Manneville-sur-Risle
157. Marais-Vernier
158. Marbeuf
159. Marbois
160. Martainville
161. Mélicourt
162. Menneval
163. Mesnil-en-Ouche
164. Mesnil-Rousset
165. Le Mesnil-Saint-Jean
166. Mesnils-sur-Iton
167. Montfort-sur-Risle
168. Montreuil-l'Argillé
169. Les Monts du Roumois
170. Morainville-Jouveaux
171. Morsan
172. Nassandres sur Risle
173. Neaufles-Auvergny
174. Le Neubourg
175. La Neuve-Lyre
176. La Neuville-du-Bosc
177. Neuville-sur-Authou
178. Noards
179. La Noë-Poulain
180. Notre-Dame-d'Épine
181. Notre-Dame-du-Hamel
182. Le Noyer-en-Ouche
183. Le Perrey
184. Piencourt
185. Piseux
186. Les Places
187. Plainville
188. Le Planquay
189. Plasnes
190. Le Plessis-Sainte-Opportune
191. Pont-Audemer
192. Pont-Authou
193. La Poterie-Mathieu
194. Les Préaux
195. Pullay
196. La Pyle
197. Quillebeuf-sur-Seine
198. Quittebeuf
199. Romilly-la-Puthenaye
200. Rougemontiers
201. Rouge-Perriers
202. Routot
203. Rugles
204. Saint-Agnan-de-Cernières
205. Saint-Antonin-de-Sommaire
206. Saint-Aubin-d'Écrosville
207. Saint-Aubin-de-Scellon
208. Saint-Aubin-du-Thenney
209. Saint-Aubin-sur-Quillebeuf
210. Saint-Benoît-des-Ombres
211. Saint-Christophe-sur-Avre
212. Saint-Christophe-sur-Condé
213. Sainte-Colombe-la-Commanderie
214. Saint-Cyr-de-Salerne
215. Saint-Cyr-la-Campagne
216. Saint-Denis-d'Augerons
217. Saint-Denis-des-Monts
218. Saint-Didier-des-Bois
219. Saint-Éloi-de-Fourques
220. Saint-Étienne-l'Allier
221. Saint-Georges-du-Vièvre
222. Saint-Germain-de-Pasquier
223. Saint-Germain-la-Campagne
224. Saint-Grégoire-du-Vièvre
225. Saint-Jean-du-Thenney
226. Saint-Laurent-du-Tencement
227. Saint-Léger-de-Rôtes
228. Saint-Léger-du-Gennetey
229. Saint-Maclou
230. Saint-Mards-de-Blacarville
231. Saint-Mards-de-Fresne
232. Sainte-Marie-d'Attez
233. Saint-Martin-du-Tilleul
234. Saint-Martin-Saint-Firmin
235. Saint-Meslin-du-Bosc
236. Sainte-Opportune-du-Bosc
237. Sainte-Opportune-la-Mare
238. Saint-Ouen-de-Pontcheuil
239. Saint-Ouen-de-Thouberville
240. Saint-Ouen-du-Tilleul
241. Saint-Paul-de-Fourques
242. Saint-Philbert-sur-Boissey
243. Saint-Philbert-sur-Risle
244. Saint-Pierre-de-Cernières
245. Saint-Pierre-de-Cormeilles
246. Saint-Pierre-de-Salerne
247. Saint-Pierre-des-Fleurs
248. Saint-Pierre-des-Ifs
249. Saint-Pierre-du-Bosguérard
250. Saint-Pierre-du-Val
251. Saint-Samson-de-la-Roque
252. Saint-Siméon
253. Saint-Sulpice-de-Grimbouville
254. Saint-Sylvestre-de-Cormeilles
255. Saint-Symphorien
256. Saint-Victor-de-Chrétienville
257. Saint-Victor-d'Épine
258. Saint-Victor-sur-Avre
259. Saint-Vincent-du-Boulay
260. La Saussaye
261. Selles
262. Serquigny
263. Sylvains-Lès-Moulins
264. Le Theil-Nolent
265. Thénouville
266. Thiberville
267. Thibouville
268. Thierville
269. Le Thuit de l'Oison
270. Le Tilleul-Lambert
271. Tillières-sur-Avre
272. Tocqueville
273. Le Torpt
274. Tournedos-Bois-Hubert
275. Tourville-la-Campagne
276. Tourville-sur-Pont-Audemer
277. Toutainville
278. Treis-Sants-en-Ouche
279. Le Tremblay-Omonville
280. La Trinité-de-Réville
281. La Trinité-de-Thouberville
282. Triqueville
283. Le Troncq
284. Trouville-la-Haule
285. Valailles
286. Valletot
287. Vannecrocq
288. Venon
289. Verneuil d'Avre et d'Iton
290. Verneusses
291. La Vieille-Lyre
292. Vieux-Port
293. Villettes
294. Villez-sur-le-Neubourg
295. Vitot
296. Voiscreville
297. Vraiville

## Histoire
Créé en 1800, l'arrondissement de Bernay a été agrandi en 1926 en intégrant l'ancien arrondissement de Pont-Audemer, supprimé à cette date et au 1er janvier 2006 par le transfert du canton d'Amfreville-la-Campagne.

## Administration
| Période   | Période       | Identité           | Fonction précédente | Observation |
| --------- | ------------- | ------------------ | ------------------- | ----------- |
| ...       |               |                    |                     |             |
| août 1814 | novembre 1815 | Auguste Le Prévost |                     |             |
| ...       |               |                    |                     |             |
| 1845      | 1847          | Tiburce Foy        |                     |             |
| ...       |               |                    |                     |             |
| 1934      | 1935          | Armand Ziwès       |                     |             |
|           |               |                    |                     |             |

## Démographie
En 2022, l'arrondissement comptait 225 544 habitants.
| 1968    | 1975    | 1982    | 1990    | 1999    | 2006    | 2011    | 2016    | 2021    |
| ------- | ------- | ------- | ------- | ------- | ------- | ------- | ------- | ------- |
| 117 059 | 123 745 | 134 456 | 139 769 | 144 580 | 153 615 | 163 493 | 227 054 | 225 284 |

| 2022    | - | - | - | - | - | - | - | - |
| ------- | - | - | - | - | - | - | - | - |
| 225 544 | - | - | - | - | - | - | - | - |